# 차범근
차범근(車範根, 1953년 5월 22일~)은 대한민국의 은퇴한 축구 선수이자 축구 지도자, 해설가, 평론가로 현재는 독일 분데스리가 레전드 네트워크 엠버서더로 활동 중이다. 선수 시절 포지션은 공격수이며, 1978년에 한국인 선수로는 최초로 독일의 프로 축구 리그인 푸스발-분데스리가에서 데뷔하였고, 다름슈타트, 아인트라흐트 프랑크푸르트, 바이어 레버쿠젠 소속으로 뛰었다. 1972년부터 1986년까지 대한민국 축구 국가대표팀의 주전 공격수로 활약했으며, 최다 득점 선수로 기록되었다. 그는 두 번의 아시안 게임에 참가하여 1978년 아시안 게임 축구에서 금메달을 획득하는 데에 기여했고, 1972년 AFC 아시안컵 준우승을 차지했다.
독일 분데스리가에서 활약하며 아시아인으로서는 역대 최다득점이 되는 리그 통산 98골을 기록했으며 독일에서 활약했을 당시 차붐(Tscha Bum, Cha Boom)이라는 애칭으로 불렸으며,  국제 축구 역사 & 통계 연맹(International Federation of Football History & Statistics), 영국 ESPN통신, 아시아 축구 연맹(AFC)등에서 ‘20세기 아시아의 선수’로 선정되기도 했으며, 월드사커지에서는 '잊을 수 없는 100대 스타', '20세기 축구에 영향을 미친 100인'에도 선정되었다. 은퇴 후 MBC의 해설위원으로 해설가 활동을 시작했으며, 2010년 FIFA 월드컵과 2012년 하계 올림픽에서 SBS의 해설위원을 맡았다. 가족은 부인 오은미, 딸 차하나, 아들 차두리, 차세찌, 며느리로 배우 한채아가 있다. 차범근의 이전 A매치 기록은 121경기 55골이었으나 2014년 11월 4일 대한축구협회에 의해 135경기 58골로 수정되었고, 지속적인 데이터베이스 정비로 인해 기록이 수정 중이다.

## 별명
- 차붐
- 모아이 석상
- 갈색폭격기

## 선수 경력

### 구단 경력

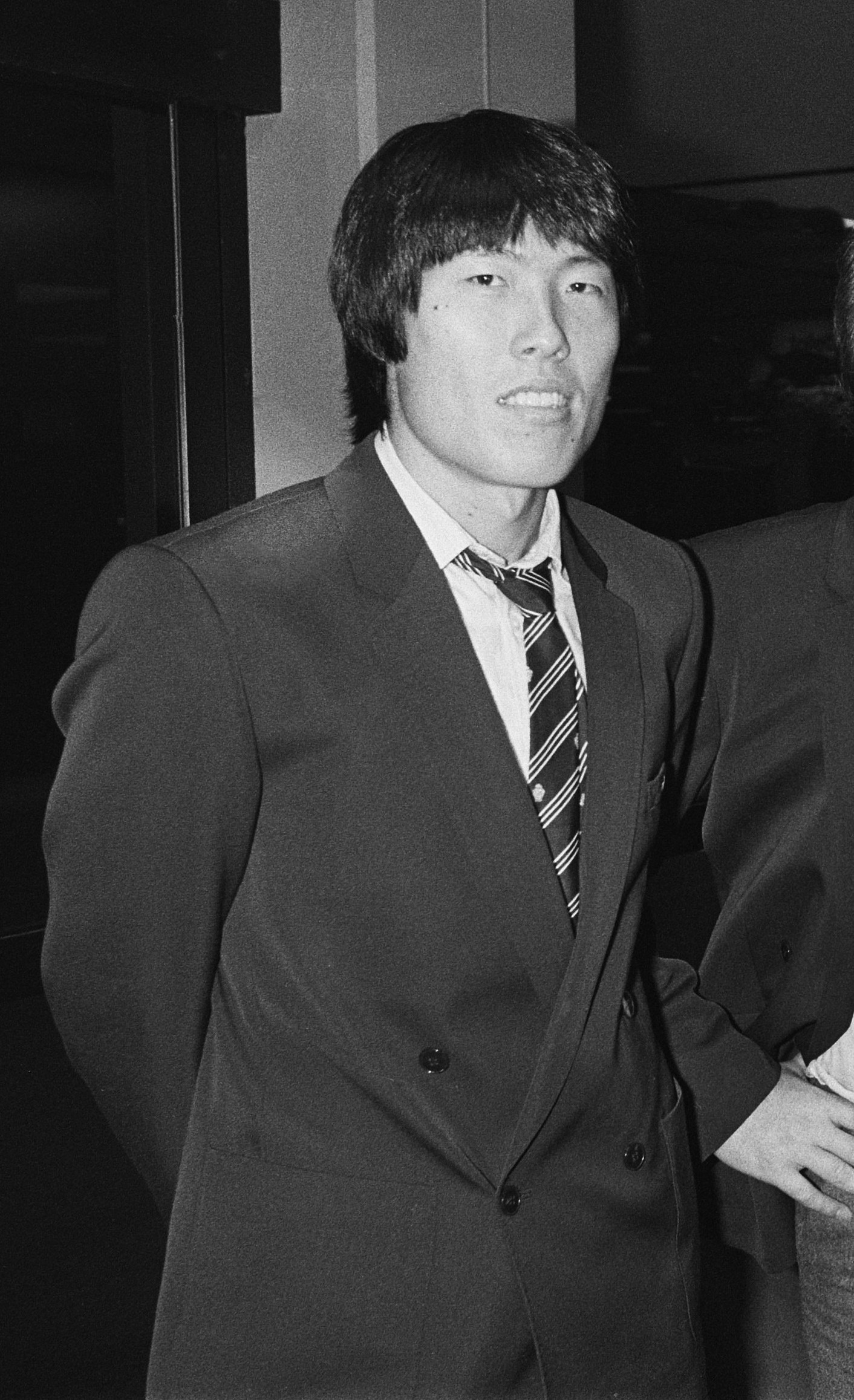
1979년의 차범근

1976년 10월 공군에 입대해 사병으로 복무 중인, 1978년 12월에 독일 분데스리가 SV 다름슈타트 98로 이적하였지만 병역 관련 문제로 계약이 파기되었다. (당시 차범근은 공군 팀 전력 강화를 꾀하던 참모총장의 권한으로 2년 뒤 전역을 약속받고, 공군에 입대하였다. 약속된 1978년 12월 복무 기간을 마쳤다고 생각하고, 특별 휴가를 받아 독일로 떠나 SV 다름슈타트 98 입단 계약을 체결하였고 12월 30일 VfL 보훔과의 리그 경기에 출전해서 77분을 소화했고, 키커 평점 3점을 받는 등 좋은 활약을 펼치며 분데스리가 데뷔전을 성공적으로 끝마쳤다. 그러나 공군의 입장 변화로 1979년 1월 5일 다시 귀국한 후, 복귀해서 독일로 다시 나가지 못하고 1979년 5월 31일 만기 전역하였다.
병역 관련 문제를 해결한 후, 1979년 7월 분데스리가 아인트라흐트 프랑크푸르트에 스카우트된다. 스카우트 후에는 곧바로 1980년 팀을 UEFA컵 챔피언 자리에 올려놓았고, 이듬해인 1981년에는 팀이 DFB-포칼 우승컵을 드는데 공헌하였다. 1983년 7월에는 분데스리가 바이어 04 레버쿠젠으로 이적하여 1988년에 다시 한 번 UEFA컵에서 우승하였다. 이 우승으로 차범근은 각기 다른 두 팀에서 UEFA컵 우승을 차지한 9번째 선수가 되었다.
1989년 현역에서 은퇴한 차범근은 많은 기록을 남겼는데 리그 경기에서 98골을 기록하여 기존에 네덜란드 빌리 립펜스의 기록(92골)을 경신하고, 분데스리가 외국인 선수 최다 골 기록을 세웠다. 이 기록은 1999년 스위스의 스테판 샤퓌자가 106골로 경신했다. 그리고 차범근의 308경기 출전은 1977년 덴마크의 올레 비요른모세가 수립한 323경기에 이어 두 번째로 많은 출전 기록이지만 이후 보스니아 헤르체고비나의 세르게이 바바레즈가 경신했다. 또한 차범근이 1985-86 시즌에 기록한 17골은 지금까지 분데스리가에서 아시아 출신 선수 중 한 시즌 동안 가장 많은 골을 넣은 기록으로 남아있다.
그리고 분데스리가에서 활동한 10시즌 동안 단 1장의 옐로카드만을 받았을 정도로 투철한 페어플레이 정신을 드러내기도 하였다.

### 국가대표팀 경력
1970년 청소년 국가대표로 발탁되었고, 1971년과 1972년 연속으로 아시아 청소년 축구대회에 참가하였다.
고려대학교 학생 신분이던 1972년에 당시 최연소의 나이로 국가대표에 발탁되어 5월 7일 이라크와의 AFC 아시안컵 경기에서 데뷔하였다. 1986년 FIFA 월드컵에도 참가하였다. 1985년의 월드컵 예선에는 불참하였으나 1986년 본선에는 참가하였다.
국가대표로 발탁된 이후 1976년 9월 11일 대통령배 국제축구대회 말레이시아전에서 1-4로 뒤지고 있을 때 후반 83분,87분,89분 단 6분만에 해트트릭을 기록해 무승부로 만든 일화가 유명하며 특히 일본과의 정기전을 치룰 때마다 눈부시게 활약하였다. 1986년 FIFA 월드컵에 출전하였던 1986년 6월 10일 이탈리아와의 경기가 자신의 마지막 A매치가 되었으며, 처음이자 마지막으로 출전한 월드컵에서 득점은 기록하지 못했다. 국가대표로 130경기에 출전해 58골을 넣었는데 A매치 58골은 대한민국 선수 중 A매치 최다 골 기록이다. 또한 대한민국에서 최초로 센추리 클럽에 가입했다.

## 경기 스타일
- 승부차기 실축 경험에 따른 공포감으로 실제 경기 중에 승부차기 기회가 와도 자신이 찬 적이 거의 없었지만 대표팀 A매치 통산 135경기 58골, 분데스리가 통산 308경기 98골을 득점할 만큼 탁월한 골 결정력을 자랑했다. 또한 분데스리가에서 기록한 98골 중 페널티 킥에 의한 득점은 단 한 골도 없다.
- 체격이 좋은 편인데다 경마장으로 보내도 좋을 거라는 우스갯소리가 돌 정도로 빠르게 돌진하며 드리블하는 스타일로 상대 수비에게 큰 부담을 주었다. 신체 조건이 좋고 거친 몸싸움을 하는 선수들이 많은 분데스리가에서도 그의 공격은 충분히 위협적이었다.
- 대표팀에서는 중앙 뿐만 아니라 사이드에서 돌파하는 윙 역할을 많이 맡았고, 그 결과 많은 득점 찬스를 만들어 냈다. 이후 윙을 활용한 대한민국 축구 국가대표팀의 공격 방식은 대표팀의 트레이드 마크가 되어 변병주, 서정원 등으로 이어졌다.
- 클럽에서의 포지션은 논란이 있는데 그 이유는 대표팀에서는 윙으로, 분데스리가에서는 센터 포워드로 뛰었기 때문이다. 당시는 3-5-2의 전술을 자주 사용했는데 차범근은 투톱 중 한명으로 뛰었지만 필요할 때 윙어의 역할을 해주는 탓에 투톱 중 처진 곳에 위치했다. 즉 분데스리가에서 정확한 그의 포지션은 '윙어 역할을 해주는 처진 스트라이커'였다.
- 언제나 정확한 슈팅을 하였고, 골대를 크게 빗나가거나 어이없게 높이 뜨는 슛은 거의 쏘지 않았다. 그는 묵직한 느낌을 주면서도 강하고 빠른 슈팅을 하였다. 그의 슈팅 자세는 마치 교본과도 같아서 당시 스포츠 잡지나 어린이들이 즐겨보는 잡지에 그의 슈팅 순간 모습이 연속 사진으로 실리기도 했다.
- 볼 간수에 능해 안정된 플레이를 펼쳐 상대 선수에게 좀처럼 공을 빼앗기지 않았다.
- 청소년 국가대표 시절 헤딩 경합을 하다 코뼈를 크게 다친 이후 한동안 헤딩슛은 별로 하지 않았으나 푸스발-분데스리가 데뷔골을 헤딩골로 장식한 후에는 헤딩슛에도 일가견을 보였다.

## 지도자 경력
1990년 11월 23일 K리그 팀 울산 현대의 감독을 맡아, 1991년 K리그 준우승을 이끌었으며 1993년 말 3년 계약 종료 후 같은 시기 5년 재계약했다.
하지만 5년 재계약 첫 해인  1994년 전반기 1위를 달리며 우승이 유력시됐으나 후반기 팀 분위기가 가라앉으면서 4위로 밀려나는 등 성적 부진 때문에 경질되어 고재욱에게 감독직을 넘겼다.

1997년 1월 7일에 국가대표팀 감독으로 선임됐는데, 당시 대표팀의 상황은 어수선했다. 불과 한 달 전인 1996년 12월 아랍에미리트에서 열린 1996년 AFC 아시안컵 8강전에서 이란에 2-6으로 기록적인 대패를 당하며 박종환 감독이 불명예 퇴진했고, 선수단의 분위기도 매우 어수선했다.
차범근은 이러한 상황을 정리하고 수습하여 프랑스 월드컵 최종예선에 대비해야 하는 어려운 상황이었다.
차범근은 자신이 경험한 분데스리가 시절을 토대로 독일식 축구 시스템을 도입하였고, 그 결과 서서히 좋은 성적을 거두기 시작하였다. 그리고 가장 중요한 순간인 프랑스 월드컵 아시아 최종예선을 맞이하게 되었다. 당시 대한민국은 일본, 우즈베키스탄, 카자흐스탄, 아랍에미리트와 같은 조였는데 무엇보다도 숙적 일본과 같은 조에 속한 게 상당한 부담으로 작용하였다. 게다가 아랍에미리트와 우즈베키스탄 역시 결코 만만한 상대는 아니었다.
우선 잠실종합운동장에서 열린 카자흐스탄과의 1차전에서는 예상대로 3-0의 완승을 거뒀으나 우즈베키스탄과의 2차전에서는 동점골을 허용하며 후반 종료 3분 전까지 1-1로 무기력한 경기를 했다. 다행히 후반 42분 이상윤이 터뜨린 천금같은 결승골로 2-1 승리를 거뒀다.
2연승을 기록한 대한민국은 본선 진출에 있어 최대 고비인 일본과의 원정 경기를 9월 28일 도쿄 국립 경기장에서 치르게 되었다. 반드시 월드컵 본선에 첫 진출하겠다는 일본에 맞서 대한민국은 상당히 고전했고, 결국 후반 20분 고정운의 패스미스로 선제골을 허용하고 말았다. 하지만 일본의 가모 슈 감독은 선제골을 지키기 위해 로페스 와그너를 빼고 수비수 아키타 유타카를 넣는 수비전술을 펼쳤고, 이를 눈치챈 차범근은 수비수 홍명보에게까지 공격에 적극 가세할 것을 지시하여 공격전술로 맞불을 놓았다. 이 전술이 적중하여 마침내 후반 38분과 41분 잇따라 골을 기록해 2-1로 역전승을 거둬 대한민국은 3연승으로 B조에서 단독 선두를 달리게 되었다. (이 경기는 소위 ‘도쿄 대첩’으로 불리며 지금까지도 한일전 최고의 명승부로 손꼽힌다.)
그리고 10월 4일에는 조 2위 아랍에미리트와 잠실종합운동장에서 대결을 펼쳤는데, 전반전에 하석주의 선제골로 경기가 쉽게 풀리는 듯했으나 아랍에미리트의 적극적인 공격에 고전을 면치 못했다. 그러나 후반에 유상철의 페널티킥과 이상윤의 헤딩골로 3-0의 승리를 거둬 4연승을 기록한 후 중앙 아시아 원정 2연전에 돌입하였다. 카자흐스탄과의 원정 경기에서는 무기력한 경기끝에 1-1 무승부를 기록하여 연승 가도에 제동이 걸렸지만 여전히 1위를 유지하였고, 우즈베키스탄과의 원정 경기에서 예상 외의 활발한 움직임으로 5-1의 대승을 거둬 조 1위를 사실상 확정지었다. 이후 일본과 아랍에미리트의 예상 밖 무승부로 프랑스 월드컵 본선 직행 티켓을 잡는 데 성공해 2002년 FIFA 월드컵 개최국 자동 진출까지 합쳐 5회 연속 월드컵 진출이라는 위업을 달성하였다.
비록 11월 1일 잠실종합운동장에서 열린 일본과의 홈 경기에서는 예상 밖의 0-2 완패를 당했지만, 불과 1년 전만 해도 1998년 프랑스 월드컵 본선 진출조차 불투명했던 대한민국 축구 국가대표팀을 경우의 수 자체를 논할 필요가 없는 조 1위 본선 직행으로 이끈 차범근은 국민적인 영웅이 되었다. 그리고 아랍에미리트와의 마지막 경기에서도 3-1의 완승을 거둬 최종 성적 6승 1무 1패로 예선을 마감하였다.
그러나 이듬해 프랑스에서 개최된 1998년 FIFA 월드컵 본선에서는 크게 부진했다. 리옹에서 열린 1차전에서 선제골을 터뜨린 하석주의 퇴장으로 멕시코에 1-3 역전패, 마르세유에서는 훗날 대한민국의 감독을 맡게 된 히딩크 감독이 이끌던 네덜란드에 0-5 참패를 당하며 참담한 성적을 기록했다. 결국 대한축구협회가 성적 부진에 대한 책임을 물어 차범근은 대회 도중 국가대표팀 감독에서 경질당했고, 김평석 코치가 감독 대행을 맡아 벨기에전을 준비하게 됐다. 이 사례는 같은 대회에서 사우디아라비아의 페레이라 감독을 경질한 뒤 2번째 사례였고, 대한민국 축구사에서는 처음 있는 일이었다. 김평석 코치가 감독 대행을 맡은 후 파리에서 열린 벨기에와의 조별 리그 마지막 경기는 유상철의 동점골로 1-1 무승부를 기록했다. 그럼에도 차범근 본인은 자신을 마르세유에서 침몰시켰던 적장이자, 대한민국 축구 국가대표팀을 맡게 된 거스 히딩크를 옹호했다.
차범근이 상대적으로 매우 부진해 보였던 이유는 네덜란드에게 0-5, 멕시코에게 1-3으로 패한 반면 대한민국 이외의 3개 팀인 네덜란드, 멕시코, 벨기에가 전부 무승부를 했기 때문이다. 그 때문에 그 조에서는 대한민국과의 경기 결과로 16강 진출이 결정되었는데 대한민국을 5-0으로 이긴 네덜란드가 조 1위, 대한민국을 3-1로 이긴 멕시코가 조 2위로 각각 16강에 진출한 반면 대한민국과도 마찬가지로 무승부를 기록한 벨기에는 조별리그 탈락했다.
경질 이후 차범근은 1998년 7월부터 1999년 12월까지  중국 슈퍼리그 선전 핑안의 감독을 맡았는데, 이 과정에서 K리그에 승부 조작이 있다는 발언을 해서 파문을 일으켰다. 1998년 8월 12일 대한축구협회는 이 일로 그에게 5년 간 대한민국 국내 지도자 자격 정지 처분을 내렸다.

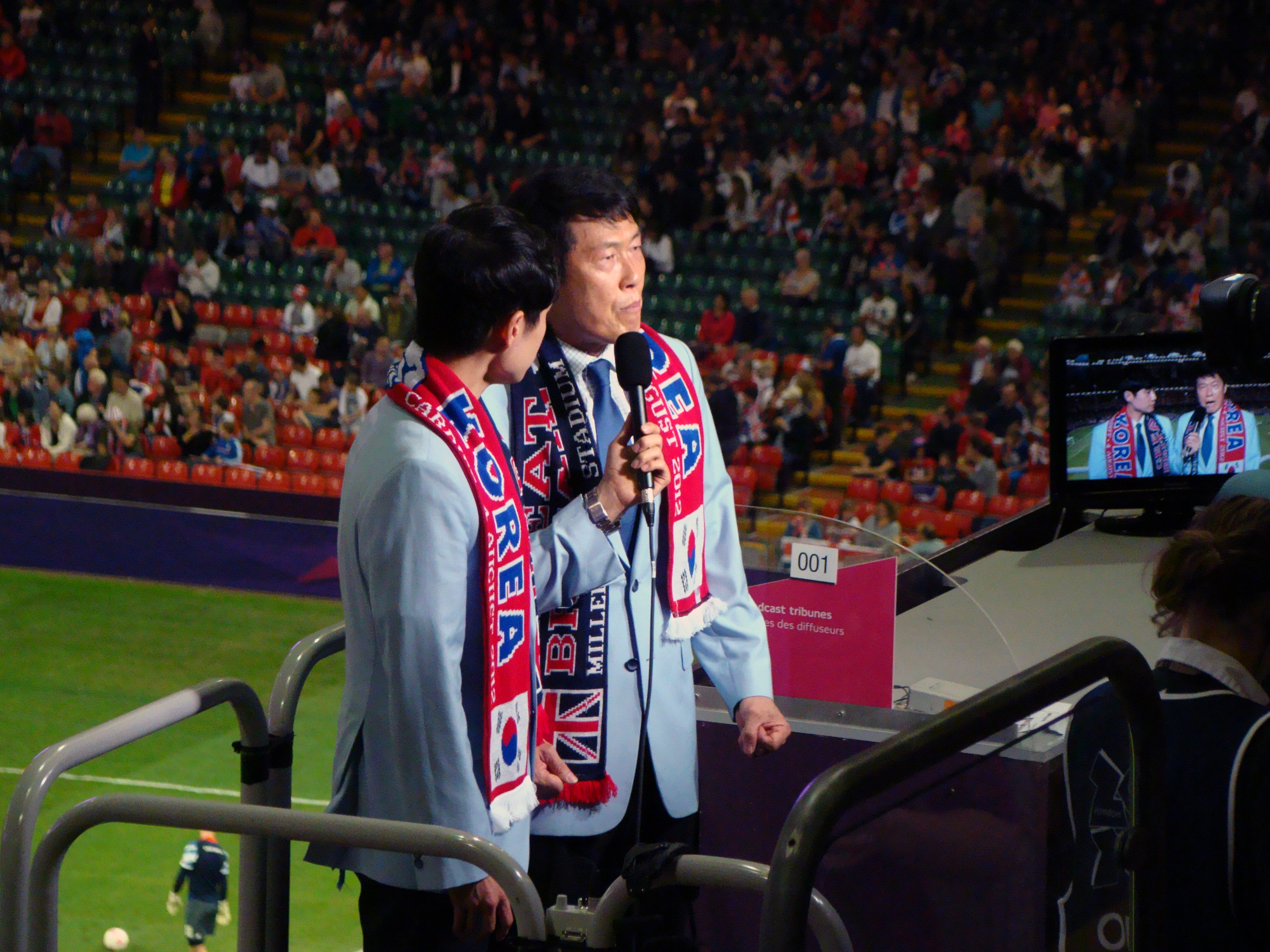
2012년 런던 올림픽 축구 영국과 대한민국 사이의 경기에서 해설자로 나온 차범근 (카디프에서)

이로 인해 이듬해 선전의 감독에서 물러나 귀국한 후 한동안 ‘차범근 축구교실’을 운영하여 유소년 육성에만 전념해 왔으며, MBC에서 축구 해설가로 활동하다가 징계가 해제된 2003년 말에 수원 삼성 블루윙즈의 감독을 맡게 되어 현장에 복귀했다.
지도자로 복귀한 2004년에는 K리그에서 수원 삼성의 우승을 이끌며 감독 생활 이후 처음으로 우승을 맛보았고, 2005년에는 컵대회 우승을 차지하였다. 2008년에는 자신의 K리그 통산 2번째 우승과 컵대회 통산 두 번째 우승을 차지하여 더블을 달성하였다.
시즌 후 겨울 이적 시장에서 마토, 이정수, 조원희 등 주축 선수들이 이적했지만 이 공백을 제대로 메우지 못한 상태에서 2009 시즌에 임해 부진한 모습을 보이며 10위에 머물렀다.
이후 강민수, 조원희, 염기훈 등을 영입해 전력을 보강하여 시즌을 준비하였으나 2010 시즌 초반에도 부진한 모습을 이어가자 팬들 사이에서 퇴진 운동이 일어나기도 하였다. 2010년 4월 24일 강원 FC와의 경기에서 패하며 5연패를 기록한 뒤 인터뷰에서 퇴진할 수도 있다는 의사를 밝히기도 하였다.
이후 AFC 챔피언스리그 2010 16강전에서 승리하며 팀을 8강에 올려놓기도 하였으나 5월 20일에 기자회견을 열고 6월 6일부로 수원 삼성 블루윙즈 감독에서 사임할 것이라고 밝혔으며, 6월 6일 전북 현대 모터스와의 포스코컵 2010 경기가 끝난 후 공식적으로 감독직에서 물러났다. 이후 2010년 FIFA 월드컵을 앞두고 SBS에 영입되었고, 런던 올림픽, 브라질 월드컵 해설을 끝으로 SBS와의 계약이 종료되었으나 인천 아시안 게임 결승전에 게스트 자격으로 해설을 하였다.

## 행정가 경력
2016년 4월 14일 '2017 FIFA 20세 월드컵 조직위원회' 부위원장으로 선임되었다. 4월 18일 조직위원회 현판식 참석으로 공식 일정을 시작하였다.

## 경력 통계

### 구단
| 구단      | 구단          | 구단       | 리그 | 리그 | 컵       | 컵       | 대륙 | 대륙 | 합계 | 합계 |
| 시즌      | 구단          | 리그       | 경기 | 득점 | 경기     | 득점     | 경기 | 득점 | 경기 | 득점 |
| 독일      | 독일          | 독일       | 리그 | 리그 | DFB-포칼 | DFB-포칼 | UEFA | UEFA | 합계 | 합계 |
| --------- | ------------- | ---------- | ---- | ---- | -------- | -------- | ---- | ---- | ---- | ---- |
| 1978–79   | 다름슈타트 98 | 분데스리가 | 1    | 0    | 0        | 0        | -    | -    | 1    | 0    |
| 1979–80   | 프랑크푸르트  | 분데스리가 | 31   | 12   | 4        | 0        | 11   | 3    | 46   | 15   |
| 1980–81   | 프랑크푸르트  | 분데스리가 | 27   | 8    | 6        | 6        | 5    | 2    | 38   | 16   |
| 1981–82   | 프랑크푸르트  | 분데스리가 | 31   | 11   | 1        | 0        | 6    | 1    | 38   | 12   |
| 1982–83   | 프랑크푸르트  | 분데스리가 | 33   | 15   | 1        | 0        | -    | -    | 34   | 15   |
| 1983–84   | 레버쿠젠      | 분데스리가 | 34   | 12   | 1        | 0        | -    | -    | 35   | 12   |
| 1984–85   | 레버쿠젠      | 분데스리가 | 29   | 10   | 3        | 4        | -    | -    | 32   | 14   |
| 1985–86   | 레버쿠젠      | 분데스리가 | 34   | 17   | 4        | 2        | -    | -    | 38   | 19   |
| 1986–87   | 레버쿠젠      | 분데스리가 | 33   | 6    | 2        | 1        | 3    | 2    | 38   | 9    |
| 1987–88   | 레버쿠젠      | 분데스리가 | 25   | 4    | 0        | 0        | 10   | 2    | 35   | 6    |
| 1988–89   | 레버쿠젠      | 분데스리가 | 30   | 3    | 5        | 0        | 2    | 0    | 37   | 3    |
| 독일 통산 | 독일 통산     | 독일 통산  | 308  | 98   | 27       | 13       | 37   | 10   | 372  | 121  |
| 통산      | 통산          | 통산       | 308  | 98   | 27       | 13       | 37   | 10   | 372  | 121  |

### 국가대표팀 득점
| 득점 | 일자             | 장소                    | 상대팀         | 최종 결과 | 대회                           |
| ---- | ---------------- | ----------------------- | -------------- | --------- | ------------------------------ |
| 1    | 1972년 5월 10일  | 태국 방콕               | 캄보디아       | 4 - 1     | 1972년 AFC 아시안컵            |
| 2    | 1972년 7월 19일  | 말레이시아 쿠알라룸푸르 | 싱가포르       | 4 - 1     | 메르데카컵                     |
| 3    | 1972년 7월 23일  | 말레이시아 쿠알라룸푸르 | 인도네시아     | 2 - 0     | 메르데카컵                     |
| 4    | 1972년 7월 29일  | 말레이시아 쿠알라룸푸르 | 말레이시아     | 2 - 1     | 메르데카컵                     |
| 5    | 1972년 9월 20일  | 대한민국 서울           | 태국           | 3 - 0     | 박대통령컵 쟁탈 아시아축구대회 |
| 6    | 1972년 11월 22일 | 태국 방콕               | 인도네시아     | 1 - 1     | 킹스컵                         |
| 7    | 1973년 5월 19일  | 대한민국 서울           | 태국           | 4 - 0     | 1974년 FIFA 월드컵 예선        |
| 8    | 1973년 5월 28일  | 대한민국 서울           | 이스라엘       | 1 - 0     | 1974년 FIFA 월드컵 예선        |
| 9    | 1973년 9월 22일  | 대한민국 서울           | 캄보디아       | 6 - 0     | 박대통령컵 쟁탈 아시아축구대회 |
| 10   | 1973년 9월 22일  | 대한민국 서울           | 캄보디아       | 6 - 0     | 박대통령컵 쟁탈 아시아축구대회 |
| 11   | 1973년 9월 30일  | 대한민국 서울           | 말레이시아     | 2 - 0     | 박대통령컵 쟁탈 아시아축구대회 |
| 12   | 1973년 12월 16일 | 태국 방콕               | 캄보디아       | 5 - 0     | 킹스컵                         |
| 13   | 1973년 12월 22일 | 태국 방콕               | 미얀마         | 2 - 0     | 킹스컵                         |
| 14   | 1973년 12월 25일 | 태국 방콕               | 말레이시아     | 2 - 1     | 킹스컵                         |
| 15   | 1974년 5월 18일  | 대한민국 서울           | 미얀마         | 3 - 0     | 박대통령컵 쟁탈 아시아축구대회 |
| 16   | 1974년 12월 25일 | 영국 홍콩               | 인도네시아     | 3 - 1     | 친선 경기                      |
| 17   | 1975년 7월 29일  | 말레이시아 쿠알라룸푸르 | 말레이시아     | 3 - 1     | 메르데카컵                     |
| 18   | 1975년 8월 7일   | 말레이시아 쿠알라룸푸르 | 태국           | 6 - 0     | 메르데카컵                     |
| 19   | 1975년 8월 9일   | 말레이시아 쿠알라룸푸르 | 일본           | 3 - 1     | 메르데카컵                     |
| 20   | 1975년 8월 9일   | 말레이시아 쿠알라룸푸르 | 일본           | 3 - 1     | 메르데카컵                     |
| 21   | 1975년 8월 9일   | 말레이시아 쿠알라룸푸르 | 일본           | 3 - 1     | 메르데카컵                     |
| 22   | 1975년 8월 11일  | 말레이시아 쿠알라룸푸르 | 인도네시아     | 5 - 1     | 메르데카컵                     |
| 23   | 1975년 8월 15일  | 말레이시아 쿠알라룸푸르 | 방글라데시     | 4 - 0     | 메르데카컵                     |
| 24   | 1975년 12월 21일 | 태국 방콕               | 미얀마         | 3 - 1     | 킹스컵                         |
| 25   | 1975년 12월 21일 | 태국 방콕               | 미얀마         | 3 - 1     | 킹스컵                         |
| 26   | 1976년 3월 6일   | 대한민국 서울           | 중화 타이베이  | 3 - 0     | 1976년 하계 올림픽 예선        |
| 27   | 1976년 3월 27일  | 대한민국 서울           | 일본           | 2 - 2     | 1976년 하계 올림픽 예선        |
| 28   | 1976년 8월 10일  | 말레이시아 쿠알라룸푸르 | 인도           | 8 - 0     | 메르데카컵                     |
| 29   | 1976년 8월 10일  | 말레이시아 쿠알라룸푸르 | 인도           | 8 - 0     | 메르데카컵                     |
| 30   | 1976년 8월 10일  | 말레이시아 쿠알라룸푸르 | 인도           | 8 - 0     | 메르데카컵                     |
| 31   | 1976년 8월 15일  | 말레이시아 쿠알라룸푸르 | 미얀마         | 2 - 2     | 메르데카컵                     |
| 32   | 1976년 9월 11일  | 대한민국 서울           | 말레이시아     | 4 - 4     | 박대통령컵 쟁탈 국제축구대회   |
| 33   | 1976년 9월 11일  | 대한민국 서울           | 말레이시아     | 4 - 4     | 박대통령컵 쟁탈 국제축구대회   |
| 34   | 1976년 9월 11일  | 대한민국 서울           | 말레이시아     | 4 - 4     | 박대통령컵 쟁탈 국제축구대회   |
| 35   | 1976년 9월 13일  | 대한민국 서울           | 인도           | 4 - 0     | 박대통령컵 쟁탈 국제축구대회   |
| 36   | 1976년 9월 17일  | 대한민국 서울           | 싱가포르       | 7 - 0     | 박대통령컵 쟁탈 국제축구대회   |
| 37   | 1976년 9월 17일  | 대한민국 서울           | 싱가포르       | 7 - 0     | 박대통령컵 쟁탈 국제축구대회   |
| 38   | 1976년 12월 22일 | 태국 방콕               | 말레이시아     | 1 - 1     | 킹스컵                         |
| 39   | 1977년 2월 14일  | 싱가포르                | 싱가포르       | 4 - 0     | 친선 경기                      |
| 40   | 1977년 2월 18일  | 바레인 마나마           | 바레인         | 4 - 1     | 친선 경기                      |
| 41   | 1977년 3월 20일  | 대한민국 서울           | 이스라엘       | 3 - 1     | 1978년 FIFA 월드컵 예선        |
| 42   | 1977년 4월 3일   | 대한민국 서울           | 일본           | 1 - 0     | 1978년 FIFA 월드컵 예선        |
| 43   | 1977년 6월 26일  | 영국 홍콩               | 홍콩           | 1 - 0     | 1978년 FIFA 월드컵 예선        |
| 44   | 1977년 7월 17일  | 말레이시아 쿠알라룸푸르 | 리비아         | 4 - 0     | 메르데카컵                     |
| 45   | 1977년 7월 22일  | 말레이시아 쿠알라룸푸르 | 인도네시아     | 5 - 1     | 메르데카컵                     |
| 46   | 1977년 7월 24일  | 말레이시아 쿠알라룸푸르 | 미얀마         | 4 - 0     | 메르데카컵                     |
| 47   | 1977년 7월 31일  | 말레이시아 쿠알라룸푸르 | 이라크         | 1 - 0     | 메르데카컵                     |
| 48   | 1977년 8월 27일  | 오스트레일리아 시드니   | 오스트레일리아 | 1 - 2     | 1978년 FIFA 월드컵 예선        |
| 49   | 1977년 9월 3일   | 대한민국 서울           | 태국           | 5 - 1     | 박대통령컵 쟁탈 국제축구대회   |
| 50   | 1977년 9월 5일   | 대한민국 서울           | 인도           | 3 - 0     | 박대통령컵 쟁탈 국제축구대회   |
| 51   | 1977년 9월 5일   | 대한민국 서울           | 인도           | 3 - 0     | 박대통령컵 쟁탈 국제축구대회   |
| 52   | 1977년 9월 13일  | 대한민국 서울           | 말레이시아     | 3 - 0     | 박대통령컵 쟁탈 국제축구대회   |
| 53   | 1977년 11월 5일  | 쿠웨이트 쿠웨이트시티   | 쿠웨이트       | 2 - 2     | 1978년 FIFA 월드컵 예선        |
| 54   | 1978년 7월 19일  | 말레이시아 쿠알라룸푸르 | 일본           | 4 - 0     | 메르데카컵                     |
| 55   | 1978년 7월 22일  | 말레이시아 쿠알라룸푸르 | 이라크         | 2 - 0     | 메르데카컵                     |
| 56   | 1978년 7월 25일  | 말레이시아 쿠알라룸푸르 | 인도네시아     | 2 - 0     | 메르데카컵                     |
| 57   | 1978년 12월 11일 | 태국 방콕               | 바레인         | 5 - 1     | 1978년 아시안 게임             |
| 58   | 1978년 12월 17일 | 태국 방콕               | 중화인민공화국 | 1 - 0     | 1978년 아시안 게임             |

## 경력 목록

### 선수 경력
- 1976년 3월 ~ 1976년 9월  서울신탁은행 축구단
- 1976년 10월 ~ 1979년 5월  공군 축구단 (군복무)
- 1978년 12월 ~ 1979년 6월  SV 다름슈타트 98
- 1979년 7월 ~ 1983년 7월  아인트라흐트 프랑크푸르트
- 1983년 7월 ~ 1989년 6월  바이어 04 레버쿠젠

### 국가대표 경력
- 1971 AFC U-19 축구 선수권 대회
- 1972 AFC U-19 축구 선수권 대회
- 1972년 AFC 아시안컵 대표
- 1978년 아시안 게임 대표
- 1986년 FIFA 월드컵 대표

### 지도자 경력
- 1991년 ~ 1994년  울산 현대 호랑이 감독
- 1997년 ~ 1998년  대한민국 축구 국가대표팀 감독
- 1998년 ~ 1999년  선전 핑안 감독
- 2004년 ~ 2010년  수원 삼성 블루윙즈 감독

### 해설위원 경력
- 2002년 5월 ~ 6월 : 2002년 FIFA 월드컵 MBC 축구 해설위원
- 2006년 6월 ~ 7월 : 2006년 FIFA 월드컵 MBC 축구 해설위원
- 2010년 6월 ~ 7월 : 2010년 FIFA 월드컵 SBS 축구 해설위원
- 2011년 1월 : 2011년 AFC 아시안컵 SBS 축구 해설위원
- 2012년 7월 ~ 8월 : 2012년 하계 올림픽 SBS 축구 해설위원
- 2014년 6월 ~ 7월 : 2014년 FIFA 월드컵 SBS  축구 해설위원

### CF 경력
- 1978년 해태음료 팝오렌지
- 1979년 남양유업 남양 요구르트
- 1982년 동부대우전자 대우 VTR
- 1986년 한국베링거인겔하임 멕살겔
- 1986년 한국베링거인겔하임 복합 아루펜트 (강석과 공동 출연)
- 1991년 매일유업 바이오거트
- 1992년 CJ제일제당 백설햄 울리불리
- 1996년 매일유업 매일우유
- 1996년 매일유업 1등급 우유
- 1997년 한독 훼스탈
- 1997년 매일유업 비피더스 요구르트
- 1998년 삼성전자 명품 플러스 원 TV
- 1998년 삼성전자 센스 노트북
- 2002년 ~ 2009년 SK텔링크 국제전화 00700
- 2005년 SK텔레콤 - 현대생활백서 (최화정, 이문세와 공동 내레이션 담당)
- 2012년 대웅제약 우루사 (차두리, 차세찌와 공동 출연)
- 2014년 미래에셋대우 ELS (정성호, 밥 로스, 최희, 공서영, 김민교, 김태희와 공동 출연)
- 2015년 미래에셋대우 (차두리와 함께 출연)
- 2015년 코카콜라 (차두리와 함께 출연)
- 2015년 넷마블 다함께 차차차 2 (차두리와 함께 출연)

## 개인사
차범근은 경기도 화성군 안룡면 송산리(현재의 경기도 화성시 송산동) 출생으로 그의 종교는 개신교(예장통합)이며 화산초등학교, 경신중학교, 경신고등학교, 고려대학교를 졸업하였다. 분데스리가에서 활약할 당시 독일 사람들이 차범근의 로마자 표기를 부르기 어려워 차붐(Tscha Bum)이라는 애칭으로 불렀다. 빠른 공간 침투와 공중전에 강한 면모 때문에 갈색 폭격기라는 별명이 붙기도 하였다. 딸 차하나, 아들 차두리, 차세찌를 두고 있다. 장남 차두리는 현재 FC 서울 유스 강화실장을 진행하고 있다.
- 그는 대한민국 축구 국가대표팀 최초로 센추리 클럽에 가입한 것 이외에도 세계에서 최연소(24년 139일)로 센추리 클럽에 가입하였다.
- 차범근의 아들 차두리 또한 대한민국 축구 국가대표팀 축구 선수로 2002년 FIFA 월드컵, 2010년 FIFA 월드컵에 출전한 것 외에도 셀틱 FC에서 활동하였고 현재는 K리그 클래식의 FC 서울에서 뛰다가 2015년 11월에 은퇴하였다.
- 1998년에 받은 자격 정지 처분 기간 중인 2001년 초에 MBC의 축구 해설 위원으로 발탁되어 해설가로 데뷔하였다. 그리고 이듬해 2002년 FIFA 월드컵 때에는 MBC의 주요 경기 해설을 맡으며 MBC의 시청률 1위에 큰 기여를 하였다.[19] 2006년에도 역시 MBC에서 2006년 FIFA 월드컵 경기 해설을 그의 아들 차두리와 같이 맡았으며 이 때도 MBC은 시청률 1위를 기록하였다.[20]
- 2002년 FIFA 월드컵 기간 중 제주월드컵경기장에서 열린 독일과 파라과이의 16강전 경기를 해설하였는데, 경기 내용을 보고 ‘지금까지의 경기 중 가장 나쁘다. 준비도 안 된 상태다.’라고 비판하였다. 이 소식을 들은 당시 루디 푈러 독일 축구 국가대표팀 감독은 ’차범근이 현역 시절 아스피린을 너무 많이 먹었나 보다.’라고 되받아쳤다. 이 둘의 설전이 독일 전역에 전해지자 여론은 루디 푈러가 아닌 차범근의 편을 들었고, 결국 둘은 독일이 미국과의 8강전 경기를 앞둔 울산문수축구경기장에서 만나 화해함으로써 일단락됐다.
- 2002년 FIFA 월드컵에 참가한 독일 축구 대표팀은 파라과이와의 16강전 경기(서귀포), 미국과의 8강전 경기(울산), 대한민국과의 준결승전 경기(서울)를 대한민국에서 치렀다. 당시 독일 축구 대표팀의 일원으로 참가했던 미하엘 발라크는 대한민국 입국 직후에 가진 인터뷰에서 "여기가 차붐(차범근)의 나라입니까? 정말 와보고 싶었습니다. 그는 나의 우상입니다."라고 말했다.
- 2005년 6월, 서울월드컵경기장 내에 있는 월드컵 기념관에 마련된 축구 명예의 전당에 선수 부문 헌액자로 선정되었다.
- 2010년 FIFA 월드컵에는 SBS의 단독 중계로 인해 그동안 해설가로 있었던 MBC를 떠나 SBS로 옮겨 활동했고 8강전인 독일 vs 아르헨티나 전에서도 아들 차두리(2006년 FIFA 월드컵 이후 4년 만에 중계)와 함께 중계방송을 했다.
- 다음은 차범근의 선수 시절을 묘사한 독일의 작가 에크하르트 헨샤인의 시이다.

| “ | “Hymne auf Bum Kun Cha” Schön ist, Mutter Natur, deiner Erfindung Pracht, Die den großen Gedanken vermochte, den Knaben zu träumen, zu denken – und dann auch zu Bilden mit den schnellen, beseelten, jauchzenden Füßen des Jünglings: Flink, flitzend, Flirrend und flackernd – nicht lange fackelnd, Doch feuernd und feiernd; den fühlenden Herzen Frankfurts zur Freude. Bum Kun Cha! Freund aus dem Osten! Fremdling bist Du nicht länger – nicht bitt’res Los ist Exil Dir! Heimat, die zweite, du fandst sie. | ” |

- 차범근은 축구 게임인 피파 온라인 2와 피파 온라인 3, FIFA 11, FIFA 12, FIFA 18에서 전설의 선수로 등장했다.
- 차범근이 아인트라흐트 프랑크푸르트에서 활약할 당시 그의 백업 선수는 다름 아닌 요아힘 뢰프였다.
- 2017년 8월에는 푸스발-분데스리가의 홍보 대사인 푸스발-분데스리가 앰버서더로 선정되었다.
- 2019년 독일 십자공로훈장을 받았다.

## 수상

### 선수

#### 구단
아인트라흐트 프랑크푸르트
- UEFA컵 우승: 1979-80
- DFB-포칼 우승: 1980-81

 바이어 04 레버쿠젠
- UEFA컵 우승: 1987-88

#### 국가대표팀
- 메르데카컵 우승: 1972, 1975, 1977, 1978
- 1972년 AFC 아시안컵 준우승
- 1978년 아시안 게임 축구 금메달

### 감독

#### 울산 현대 호랑이
- K리그 준우승 1회 (1991년)
- 리그컵 준우승 1회 (1993년)

#### 수원 삼성 블루윙즈
- K리그 우승 2회 (2004년, 2008년)
- K리그 준우승 1회 (2006년)
- FA컵 우승 1회 (2009년)
- FA컵 준우승 1회 (2006년)
- 리그컵 (대한민국) 우승 2회 (2005년, 2008년)
- 슈퍼컵 우승 1회 (2005년)
- A3 챔피언스컵 우승 1회 (2005년)
- 팬퍼시픽 챔피언십 우승 1회 (2009년)

### 개인
- 1970년 대통령 금배 고교축구대회 득점왕
- 1970년 MBC 고교축구대회 최우수 선수
- 1972년 한국일보 선정 백상체육대상 올해의 신인상
- 키커 선정 분데스리가 베스트 11 : 1979-80, 1985-86
- 빌트 선정 분데스리가 베스트 11 : 1979-80, 1985-86
- 1981년 서독 빌트지 선정 올해의 페어플레이어
- 1981년 스페인 바르셀로나 주최 세계 올스타
- 1988년 킥AIDS88 세계 올스타
- 1989년 키커지 기자단 선정 80년대 분데스리가 외국인 선수 1위
- 1997년 AFC 선정 올해의 아시아 최우수 감독
- 2004년, 2008년 K리그 감독상
- 2008년 윈저어워즈 한국 축구 대상 감독상
- 2010년 골닷컴 선정 분데스리가 역대 외국인 선수 3위
- 2013년 아인트라흐트 프랑크푸르트 레전드 베스트 11

### 수훈 훈장
- 체육훈장 기린장(1975년 11월 10일)
- 체육훈장 백마장(1979년 3월 9일)
- 연방공로십자소수장(2019년 11월 22일)

## 같이 보기
- A매치 100경기 이상 출전한 축구 선수 명단

## 참고 자료
- 김덕기의 축구파일 - 차범근 스카우트 비사① 차범근, 경신고 2년때 연세대 진학 기정 사실화
- 김덕기의 축구파일 - 차범근 스카우트 비사② 차범근, 교장 감독 진학 갈등 속 숙소 이탈
- 김덕기의 축구파일 - 차범근 스카우트 비사③ 차범근, 고향 선배 황재만 만나 고려대 결정
- 김덕기의 축구파일 - 차범근 스카우트 비사④ 차범근 ‘보쌈작전’, 지프타고 고려대 직행
- 차범근의 위대한 분데스리가 족적 (上)
- 차범근의 위대한 분데스리가 족적 (中)
- 차범근의 위대한 분데스리가 족적 (下)
- 역사를 바꾼 차붐의 100번째 리그 경기
- 차붐의 운명 바꾼 분데스리가 통산 100번째 경기
- Meet the Bundesliga Legends: Bum-Kun Cha 보관됨 2023-06-02 - 웨이백 머신 (독일어)

- FIGO, BALLACK AND KAHN’S HERO: THE STORY OF CHA BUM-KUN, ASIA’S GREATEST FOOTBALLING EXPORT (영어)